# NGC 3664
NGC 3664 (другие обозначения — UGC 6419, IRAS11218+0336, MCG 1-29-41, 8ZW 146, DDO 95, ZWG 39.170, KCPG 283B, VV 251, Arp 5, PGC 35041) — галактика в созвездии Льва, относящаяся к  магеллановым спиральным галактикам.
Это одна из крупнейших галактик с единственным спиральным рукавом. 
Этот объект входит в число перечисленных в оригинальной редакции «Нового общего каталога», а также включён в атлас пекулярных галактик.
Галактика NGC 3664 входит в состав группы галактик NGC 3640. Помимо NGC 3664 в группу также входят NGC 3611, NGC 3630, NGC 3645, NGC 3640, NGC 3641, NGC 3664A, UGC 6345 и NGC 3643.